# Recinto abaluartado de Alcántara
El recinto abaluartado de Alcántara, junto con su castillo, forman un solo conjunto defensivo de gran importancia en la Edad Media, el cual se encuentra en la villa de Alcántara, municipio español muy próximo al famoso Puente de Alcántara, en la provincia de Cáceres, Comunidad Autónoma de Extremadura. Está situado en la orilla izquierda del río Tajo, en su confluencia con el río Alagón, cerca de Portugal.
El recinto amurallado circunvala la población de Alcántara. Empezó a construirse en el siglo XVII y volvió a ser un enclave estratégico durante el enfrentamiento entre España y Portugal en la llamada Guerra de Restauración portuguesa (en portugués: Guerra da Restauração), contienda que se libró entre los años 1580 y 1640, que puso fin a la monarquía dual y terminó con el Tratado de Lisboa de 1668 en el cual se reconoció la independencia total de Portugal. En este caso Alcántara fue lugar de enfrentamiento este-oeste entre España y Portugal mientras que, siglos atrás, a comienzos del siglo XII, los enfrentamientos habían sido norte-sur, entre cristianos del norte y musulmanes provenientes del sur.

## Comienzo de la construcción
En la Puerta de la Concepción, que se construyó a principios del siglo XVII, más concretamente en el año 1611 que eran tiempos en los que reinaba  Felipe III, tiene el escudo del rey en la citada puerta así como una inscripción conmemorativa lo que indica que en esa fecha ya se había comenzado la construcción de la muralla. Pero no fue hasta mediados del siglo XVII cuando se empezaron a construir los elementos más importantes y voluminosos elementos del recinto como son sus grandes  baluartes, sus revellínes que son unas fortificaciónes triangulares situadas frente al cuerpo de la fortificación principal –generalmente al otro lado de un foso– cuyo objetivo es dividir a una fuerza atacante y proteger los muros de cortina mediante fuego cruzado, sus fortínes y sus «muros ataludados», es decir, no muros verticales sino ligeramente inclinados hacia el exterior que se quiere defender, que tenían un gran espesor, baluartes en las esquinas y «garitas de vértice», y demás elementos necesarios para defenderse contra la moderna artillería.
Todos estos elementos defensivos son característicos del recinto amurallado y que Jacinto Arias Quintadueñas describía los que hasta la fecha en que publica su libro «Antigüedades y Santos de la Muy Noble Villa de Alcántara» en el año 1661 e indicaba que su construcción se había empezado poco antes de esta fecha y que aún se seguía construyendo.
Se construyeron baluartes muy destacados y conocidos como son los de los Clérigos, San Antón, del Rollo, Paniagua y el del Rollo  para defender a la parte extramuros de la población ya que el único que existía era para defender el castillo y la llamada «villa vieja». Ahora se necesitaba proteger al resto de la población, que había crecido mucho hacia el sur y el este y era presa fácil para los ejércitos portugueses. Extramuros de esta muralla circunvalante existían dos «fuertes exteriores o exentos», los de San Marcos y San Pedro, cuya misión era proteger el recinto a mayor distancia.

## Finalización de la construcción

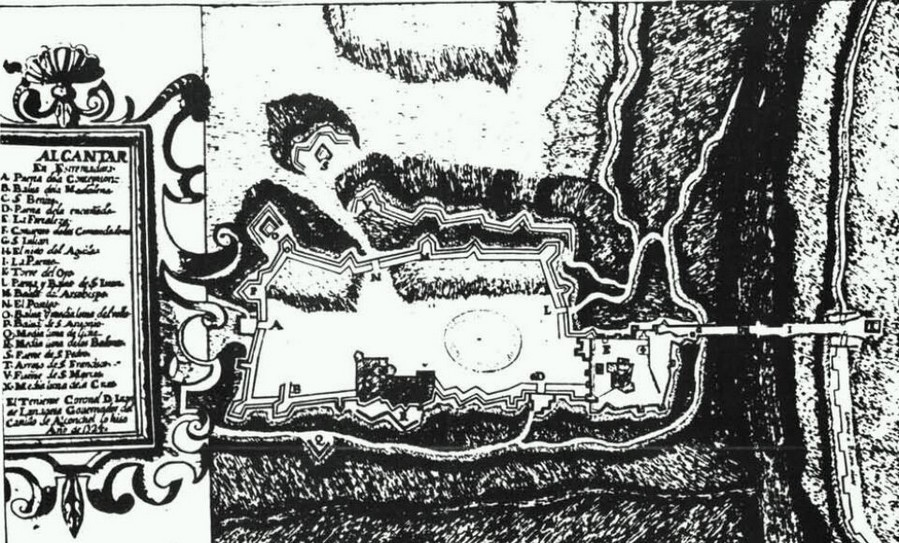
Plano de Alcántara por Juan de Landaeta de 1724.

Durante todo el siglo XVIII se añaden nuevas y definitivas construcciones defensivas que resultaron de tan gran importancia que de su evolución y finalización quedaron registros fehacientes en los distintos planos que se realizaron hasta el mismo siglo XIX. El más antiguo conocido es el realizado por Juan de Landaeta en el año 1724. Dada la importancia tanto de la fortaleza como del recinto amurallado, de su capacidad bélica y defensiva por estar en zona fronteriza se levantaron un buen número de planos militares. En el siglo XVIII y también durante el siglo XIX se realizaron varios planos por el «Cuerpo de Ingenieros» que se conservan en el Servicio Histórico Militar (S.H.M.), hoy Instituto de Historia y de Cultura Militar y en el Centro Geográfico del Ejército (CEGET) con sede en Madrid.

## Otros recintos próximos
- Recinto abaluartado de Badajoz